# 戈爾韋地國家公園
6°58′00″N 80°46′38″E / 6.96667°N 80.77722°E

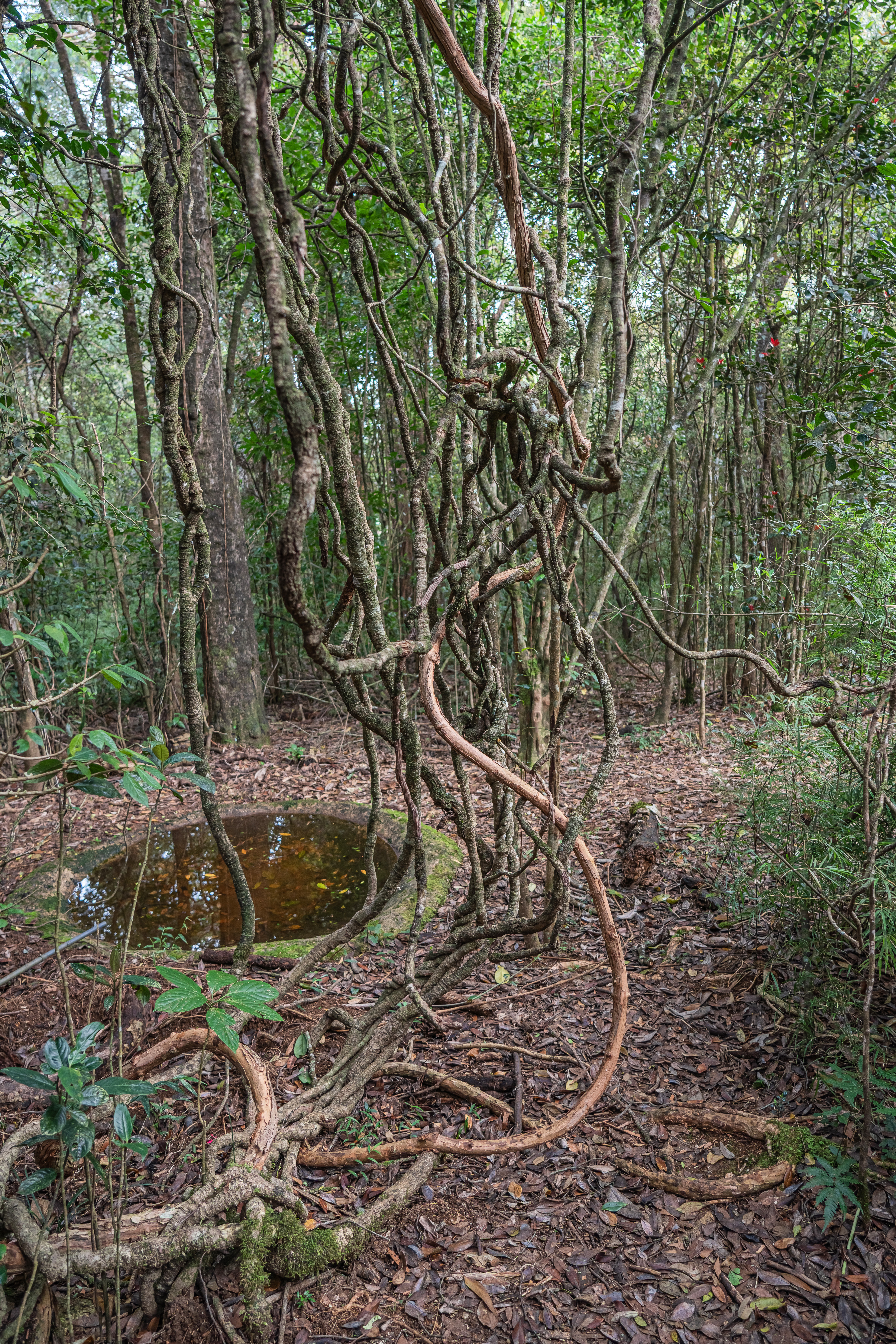

戈爾韋地國家公園是斯里蘭卡的國家公園，位於該國中部，處於中央省，鄰近努沃勒埃利耶，成立於2006年5月18日，面積約0.3平方公里。